# European Rugby Cup
La European Rugby Cup o ERC fue el ente europeo encargado de la organización de las competiciones europeas de clubes: la Heineken Cup y la European Challenge Cup. La organización fue fundada en 1995 y sede se encontraba en Dublín, Irlanda. 

## Integrantes
Los miembros de ERC son las uniones, federaciones y entes de clubes que estén representados en el Consejo de Administración:
- Rugby Football Union
- Premiership Rugby
- Federación Francesa de Rugby
- Ligue Nationale de Rugby
- Irish Rugby Football Union
- Scottish Rugby Union
- Welsh Rugby Union
- Regional Rugby Wales
- Federazione Italiana Rugby

## Torneos organizados por ERC
Bajo la dirección de la ERC, la Heineken Cup fue creciendo y evolucionando a un ritmo más dinámico, convirtiéndose en uno de los torneos deportivos más respetados, admirados y apreciados de Europa. Cada año participaban 24 clubes de élite de los seis países reconocidos como los torneos de clubes más competitivos del mundo. Segundo torneo de ERC, la Challenge Cup, competían clubes emergentes y consagrados de ocho países, y había crecido en estatura y prestigio que proporciona un título europeo altamente competitivo y codiciado.

## Estructura interna
El Consejo de ERC, que supervisa la aplicación de su estrategia para el desarrollo del rugby europeo de clubes, está compuesto por representantes de las seis uniones, ligas y representaciones de clubes y da forma a las competiciones.
Estructura del Comité ERC:
- Comité Comercial
- Comisión de Rugby
- Comité de Oficiales del partido
- Comisión Disciplinaria
- Comité de Finanzas y Auditoría

El Ejecutivo y el equipo de 20 empleados ERC tiene su sede en la sede de Dublín y se encargan de la aplicación de la estrategia para el desarrollo del rugby de clubes europeos y la gestión de los dos torneos y de la máxima competición Finales ERC fin de semana.

## Jugador Europeo del Año de la ERC
Reconocido como uno de los galardones individuales más prestigiosos del juego, el Jugador Europeo del Año de ERC honró al mejor jugador de la temporada de rugby de clubes europeos tanto de la Copa Heineken como de los torneos de la Copa Amlin Challenge.

En 2010, ERC lanzó los Premios ERC15, reconociendo a los destacados colaboradores de la primera década y media de la competencia europea. El ganador inaugural del Trofeo Jugador Europeo del Año de la ERC, como el mejor jugador en los primeros 15 años de estos torneos, fue Ronan O'Gara de Munster Rugby. Para la temporada 2010/11, ERC se movió para presentar un premio anual.

### Ganadores
- Ronan O'Gara ( Munster Rugby) – 2010 (Galardonado por las 15 temporadas anteriores)
- Seán O'Brien ( Leinster Rugby) 2011
- Rob Kearney ( Leinster Rugby) 2012
- Jonny Wilkinson ( Toulon) 2013
- Steffon Armitage ( Toulon) 2014
- Nick Abendanon ( Clermont) 2015

## Elite Awards de la ERC
Para celebrar el décimo aniversario de la temporada de la Copa Heineken, se presentó el esquema de los Elite Awards de la ERC para reconocer a los equipos y jugadores más destacados de las competiciones.

### Jugadores con 100 o más caps en la Heineken Cup y Champions Cup
| 1.º                                           | Ronan O'Gara   | Munster Rugby                                    | 110 |
| 2.º                                           | Gordon D'Arcy  | Leinster Rugby                                   | 104 |
| 3.º                                           | John Hayes     | Munster Rugby                                    | 101 |
| 4.º                                           | Peter Stringer | Munster Rugby, Saracens, Bath Rugby, Sale Sharks | 101 |
| Última actualización: 6 de noviembre de 2018. |                |                                                  |     |